# کورز

کورز (به فرانسوی: Corrèze) نوزدهمین شهرستان فرانسه است. شهرستان کورز در مرکز این کشور قرار دارد. این شهرستان زیرمجموعه ناحیه لیموزین می‌باشد. مساحت این شهرستان ۵٬۸۵۷ کیلومتر مربع و جمعیت آن ۲۴۲٬۰۳۸ نفر است. این شهرستان در خلال انقلاب فرانسه بر پا گردید.

## نگارخانه

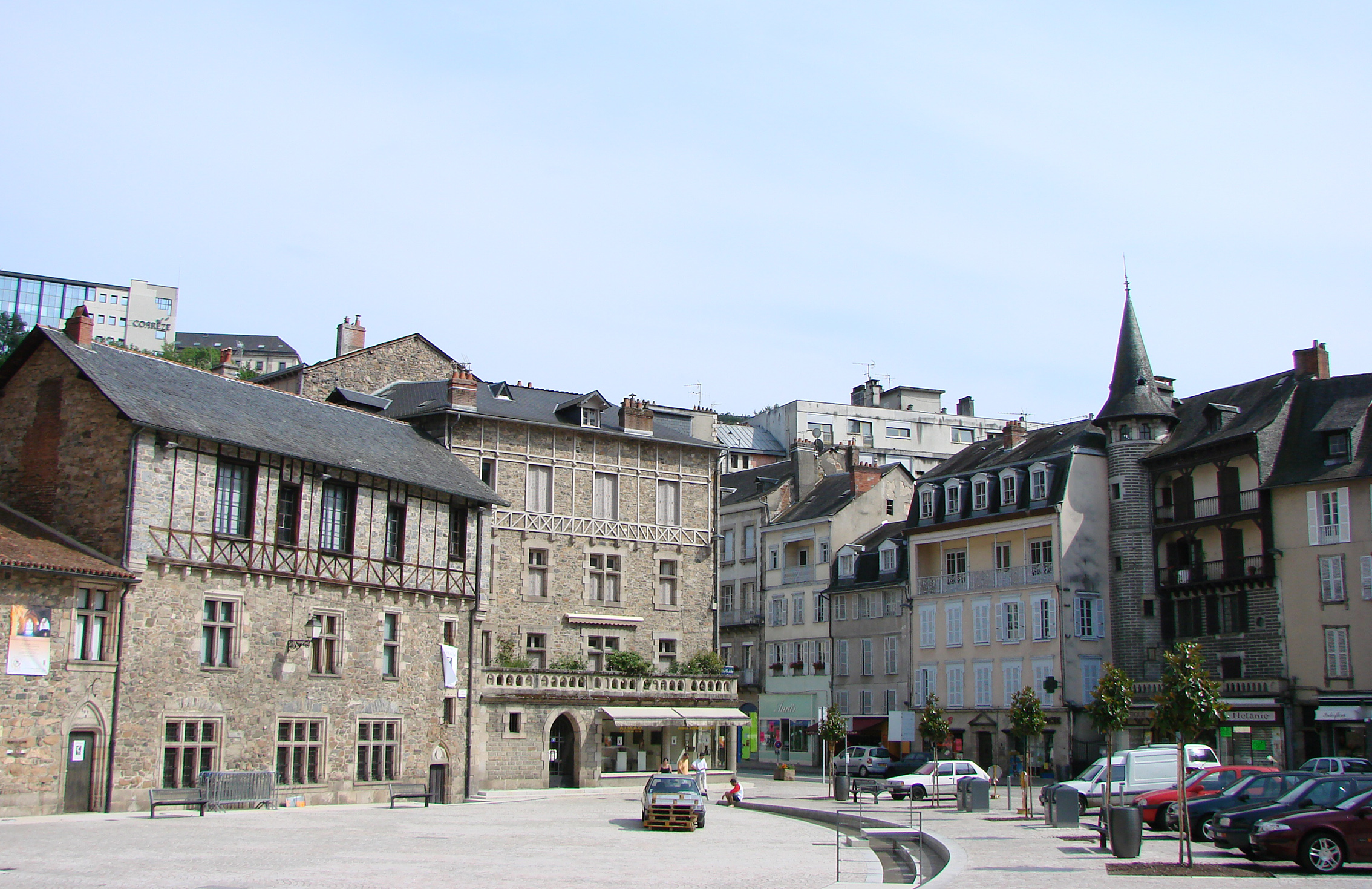
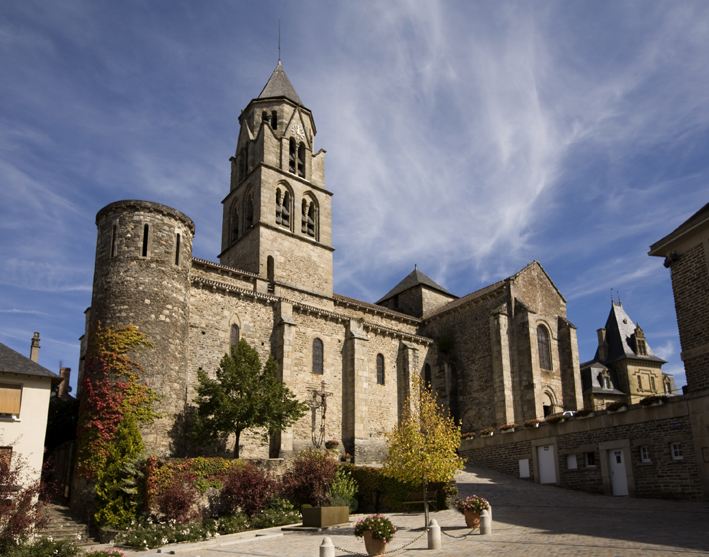
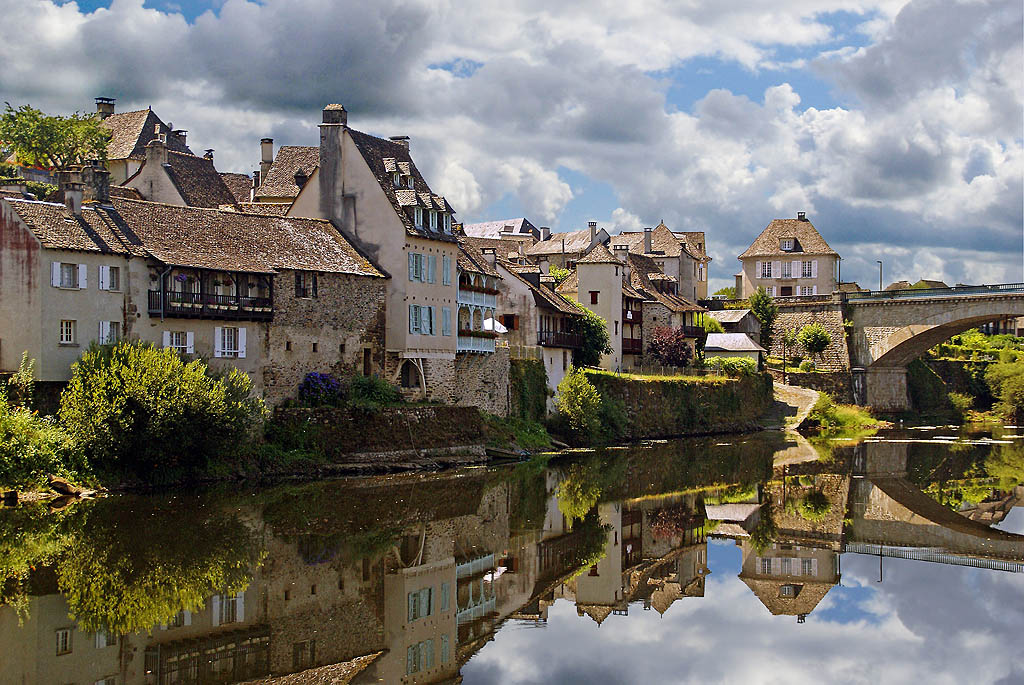
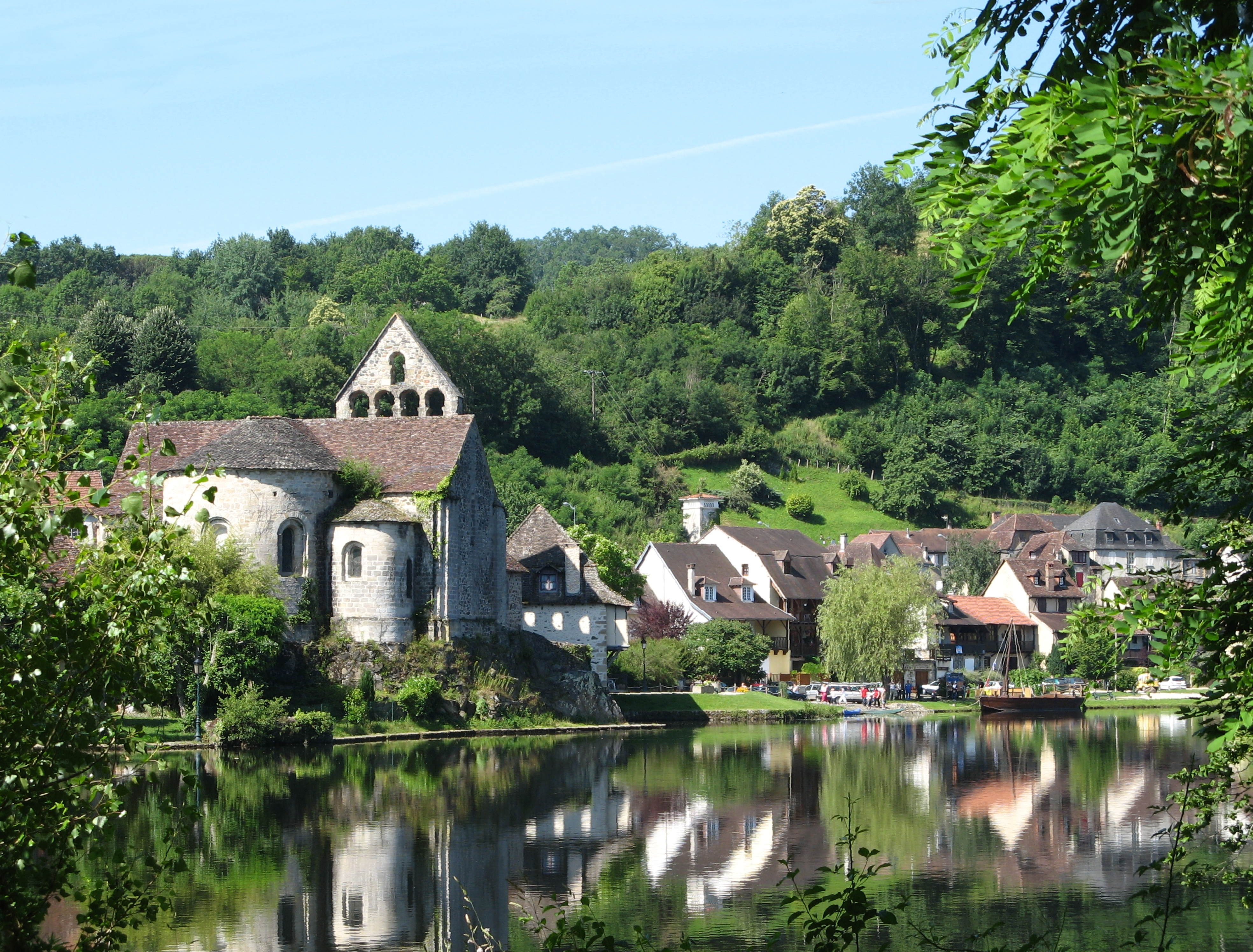
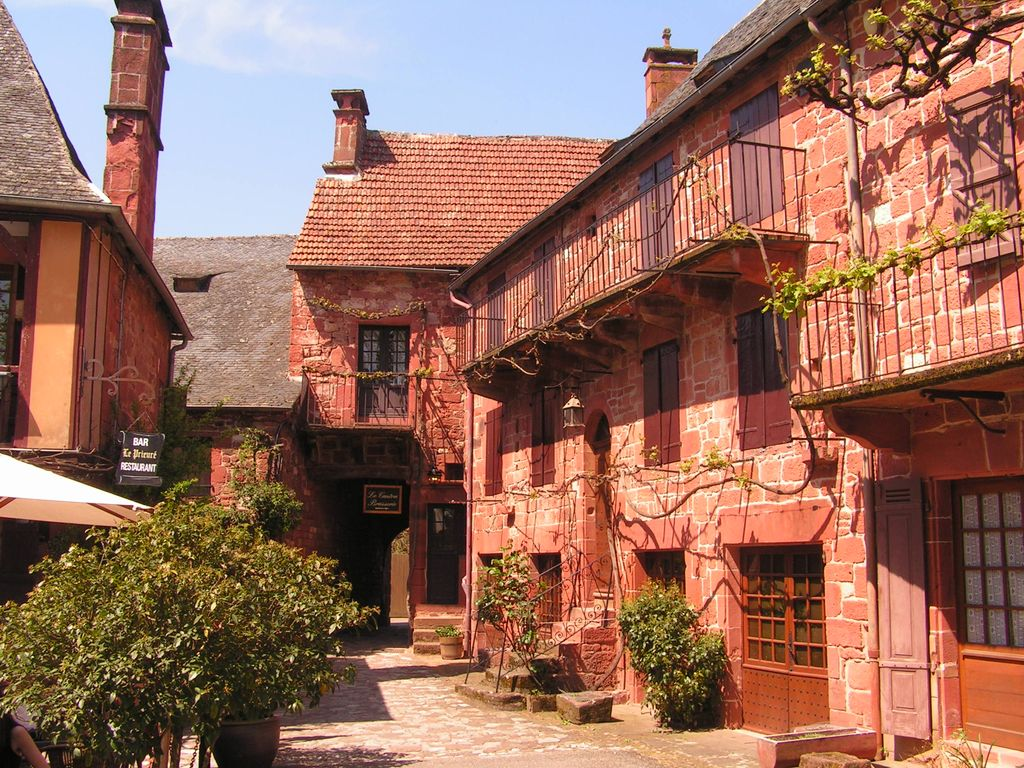